# 데브스 (드라마)
《데브스》(영어: DEVS)는 FX on Hulu에서 2020년 3월 5일부터 4월 16일까지 방영된 드라마이다.
알렉스 가랜드 감독이 연출한 최첨단 IT 기업의 극비 프로젝트를 추적하는 SF 서스펜스 드라마이다. 제72회 에미상 촬영, 사운드 편집, 사운드 믹싱, 특수 시각효과까지 총 4개 부문에서 노미네이트된 작품이다. 국내에서는 2020년 9월 23일 왓챠에서 독점 선공개 된다.

## 개요
본 드라마는 자유 의지와 결정론과 관련된 주제를 다루고 있으며 알렉스 갈랜드 감독이 각본, 프로듀서, 연출을 맡은 작품이다.

## 시놉시스

#### 우연한 사건은 없다!
소프트웨어 엔지니어 릴리는 남자친구와 함께 모두가 선망하는 실리콘 밸리 최고의 IT 기업 ‘어마야’에서 일하며 행복한 미래를 꿈꾼다.
그러나 남자친구는 천재들만 모인 어마야의 극비 부서 ‘데브스’로 출근하자마자 감감무소식.
실종된 남자친구를 걱정하던 그때 릴리는 그가 자살했다는 끔찍한 소식을 듣게 된다. 어떤 사람들이 모여 무슨 일을 하는지 아무도 모르고 베일에 싸여 있는 미지의 부서 ‘데브스’.
릴리는 데브스의 실체를 추적해나가며 우연인 듯 필연인 사건들의 충격적인 진상을 마주한다.

## 캐릭터
- 세르게이 (칼 글루스맨) : 릴리의 남자친구. 실리콘 밸리 최고의 IT 기업 '어마야'의 극비 부서 '데브스'에 합류한 뒤 실종된다.
- 릴리 찬 (소노야 미즈노) : '어마야' 소프트웨어 엔지니어. 남자친구 세르게이가 실종되고, 베일에 싸여 있는 '데브스'에 대해 추적해나간다.
- 포리스트 (닉 오퍼맨) : '어마야'의 CEO.
- 제이미 (진 하) : 사이버 보안 전문가이자 릴리의 전 남자친구.
- 케이티 (앨리슨 필) : '데브스' 디자인 수장.

## 같이 보기
- 라플라스의 도깨비